# 程宇龍
程宇龍（？—？），號起田，四川重庆府合州人，明末官員。

## 生平
程宇龍於萬曆年間中舉人，天啟二年（1622年）中式壬戌科文震孟榜進士，與鄭鄤、黃道周、張四知等同年。天啟三年（1623年）任順天府固安縣知縣。五年考察，本年补河间府教授，六年升学正，本年升南刑部湖广司主事，升广东司员外郎、江西司郎中，崇祯二年京察。